# Rhinella gallardoi
Espèce
Synonymes
- Bufo gallardoi Carrizo, 1992

Statut de conservation UICN

 EN B1ab(iii) : En danger
Rhinella gallardoi est une espèce d'amphibiens de la famille des Bufonidae.

## Répartition
Cette espèce est endémique du département de Ledesma dans la province de Jujuy en Argentine. Elle se rencontre dans le parc national Calilegua entre 1 700 et 1 900 m d'altitude.

## Étymologie
Cette espèce est nommée en l'honneur de José María Alfonso Félix Gallardo.

## Publication originale
- Carrizo, 1992 : Cuatro especies nuevas de anuros (Bufoninae: Bufo e Hylidae: Hyla) del Norte de la Argentina. Cuadernos de Herpetología, vol. 7, no 3, p. 14-23 (texte intégral).